# Windsurf World Cup/Ergebnisse
Dieser Artikel listet die Ergebnisse des Windsurf World Cup auf.

## Männer
Die World Cup Wertungen / Weltmeistertitel des Windsurf World Cup der Männer umfassen folgende Disziplinen:
- Overall mit 18 Austragungen (1983–2000)
- Wave mit 38 Austragungen (1983–2019, 2022-2023)
- Freestyle mit 24 Austragungen (1998-2019, 2021-2023)
- Slalom / Race / Slalom 42 mit 38 Austragungen (1983–2000, 2002–2019, 2021-2023)
- Kursrennen / Foil mit 14 Austragungen (1983–1994, 2018-2019)
- Super-X mit vier Austragungen (2003–2006)

### Overall
| Saison | Sieger                | Zweiter           | Dritter           |
| ------ | --------------------- | ----------------- | ----------------- |
| 1983   | Robby Naish           | ?                 | ?                 |
| 1984   | Robby Naish -2-       | Ken Winner        | Robert Teriitehau |
| 1985   | Robby Naish -3-       | ?                 | ?                 |
| 1986   | Robby Naish -4-       | ?                 | ?                 |
| 1987   | Robby Naish -5-       | Bjørn Dunkerbeck  | ?                 |
| 1988   | Bjørn Dunkerbeck      | ?                 | ?                 |
| 1989   | Bjørn Dunkerbeck -2-  | ?                 | ?                 |
| 1990   | Bjørn Dunkerbeck -3-  | ?                 | ?                 |
| 1991   | Bjørn Dunkerbeck -4-  | ?                 | ?                 |
| 1992   | Bjørn Dunkerbeck -5-  | ?                 | ?                 |
| 1993   | Bjørn Dunkerbeck -6-  | ?                 | ?                 |
| 1994   | Bjørn Dunkerbeck -7-  | ?                 | ?                 |
| 1995   | Bjørn Dunkerbeck -8-  | Robby Naish       | Patrice Belbeoc'h |
| 1996   | Bjørn Dunkerbeck -9-  | Patrice Belbeoc'h | Anders Bringdal   |
| 1997   | Bjørn Dunkerbeck -10- | Anders Bringdal   | Scott Fenton      |
| 1998   | Bjørn Dunkerbeck -11- | Kevin Pritchard   | Matt Pritchard    |
| 1999   | Bjørn Dunkerbeck -12- | Kevin Pritchard   | Matt Pritchard    |
| 2000   | Kevin Pritchard       | Bjørn Dunkerbeck  | Scott Fenton      |
| Saison | Sieger                | Zweiter           | Dritter           |

### Wave
| Saison | Sieger                     | Zweiter                | Dritter                |
| ------ | -------------------------- | ---------------------- | ---------------------- |
| 1983   | Robby Naish                | ?                      | ?                      |
| 1984   | Robby Naish -2-            | ?                      | ?                      |
| 1985   | Pete Cabrinha              | ?                      | ?                      |
| 1986   | Robby Naish -3-            | ?                      | Bjørn Dunkerbeck       |
| 1987   | Robby Naish -4-            | ?                      | ?                      |
| 1988   | Robby Naish -5-            | ?                      | Bjørn Dunkerbeck       |
| 1989   | Robby Naish -6-            | Bjørn Dunkerbeck       | ?                      |
| 1990   | Bjørn Dunkerbeck           | ?                      | ?                      |
| 1991   | Robby Naish -7-            | Jason Polakow          | ?                      |
| 1992   | Bjørn Dunkerbeck -2-       | ?                      | Jason Polakow          |
| 1993   | Bjørn Dunkerbeck -3-       | Jason Polakow          | ?                      |
| 1994   | Bjørn Dunkerbeck -4-       | ?                      | ?                      |
| 1995   | Bjørn Dunkerbeck -5-       | ?                      | ?                      |
| 1996   | Patrice Belbeoc'h          | Bjørn Dunkerbeck       | Jason Polakow          |
| 1997   | Jason Polakow              | Robby Naish            | Josh Stone             |
| 1998   | Jason Polakow -2-          | Kevin Pritchard        | Bjørn Dunkerbeck       |
| 1999   | Bjørn Dunkerbeck -6-       | Nik Baker              | Francisco Goya         |
| 2000   | Francisco Goya             | Josh Angulo            | Jason Polakow          |
| 2001   | Bjørn Dunkerbeck -7-       | Kevin Pritchard        | Jason Polakow          |
| 2002   | Kevin Pritchard            | Bjørn Dunkerbeck       | Nik Baker              |
| 2003   | Josh Angulo                | Bjørn Dunkerbeck       | Vidar Jensen           |
| 2004   | Scott McKercher            | Vidar Jensen           | Bjørn Dunkerbeck       |
| 2005   | Kauli Seadi                | Nik Baker              | Robby Swift            |
| 2006   | Kevin Pritchard -2-        | Josh Angulo            | Kauli Seadi            |
| 2007   | Kauli Seadi -2-            | Víctor Fernández López | Josh Angulo            |
| 2008   | Kauli Seadi -3-            | Víctor Fernández López | Jonas Ceballos         |
| 2009   | Josh Angulo -2-            | Kauli Seadi            | Robby Swift            |
| 2010   | Víctor Fernández López     | Ricardo Campello       | Philip Köster          |
| 2011   | Philip Köster              | Ricardo Campello       | Kauli Seadi            |
| 2012   | Philip Köster -2-          | Víctor Fernández López | Alex Mussolini         |
| 2013   | Marcilio Browne            | Alex Mussolini         | Víctor Fernández López |
| 2014   | Thomas Traversa            | Víctor Fernández López | Ricardo Campello       |
| 2015   | Philip Köster -3-          | Víctor Fernández López | Jaeger Stone           |
| 2016   | Víctor Fernández López -2- | Alex Mussolini         | Marcilio Browne        |
| 2017   | Philip Köster -4-          | Víctor Fernández López | Marcilio Browne        |
| 2018   | Víctor Fernández López -3- | Ricardo Campello       | Philip Köster          |
| 2019   | Philip Köster -5-          | Marcilio Browne        | Ricardo Campello       |
| 2022   | Marcilio Browne -2-        | Philip Köster          | Víctor Fernández López |
| 2023   | Marcilio Browne -3-        | Ricardo Campello       | Antoine Martin         |
| Saison | Sieger                     | Zweiter                | Dritter                |

### Freestyle
| Saison | Sieger                 | Zweiter                                | Dritter                                |
| ------ | ---------------------- | -------------------------------------- | -------------------------------------- |
| 1998   | Bjørn Dunkerbeck       | Matt Pritchard                         | Vidar Jensen                           |
| 1999   | Josh Stone             | Matt Pritchard                         | Antoine Albeau                         |
| 2000   | Josh Stone -2-         | Nik Baker                              | Peter Volwater                         |
| 2001   | Antoine Albeau         | Josh Stone                             | Matt Pritchard                         |
| 2002   | Matt Pritchard         | Ricardo Campello                       | Nik Baker                              |
| 2003   | Ricardo Campello       | Kauli Seadi                            | Robby Swift                            |
| 2004   | Ricardo Campello -2-   | Kauli Seadi                            | Douglas Diaz                           |
| 2005   | Ricardo Campello -3-   | Douglas Diaz                           | Gollito Estredo Kauli Seadi            |
| 2006   | Gollito Estredo        | Elton Frans                            | Antxon Otaegui                         |
| 2007   | Marcilio Browne        | Gollito Estredo                        | Kiri Thode                             |
| 2008   | Gollito Estredo -2-    | Marcilio Browne                        | Kiri Thode                             |
| 2009   | Gollito Estredo -3-    | Kiri Thode                             | Everon Frans                           |
| 2010   | Gollito Estredo -4-    | Elton Frans                            | Kiri Thode                             |
| 2011   | Steven van Broeckhoven | Kiri Thode                             | Gollito Estredo                        |
| 2012   | Gollito Estredo -5-    | Kiri Thode                             | Steven van Broeckhoven                 |
| 2013   | Kiri Thode             | Gollito Estredo Steven van Broeckhoven | Gollito Estredo Steven van Broeckhoven |
| 2014   | Gollito Estredo -6-    | Steven van Broeckhoven                 | Kiri Thode                             |
| 2015   | Dieter van der Eyken   | Kiri Thode                             | Amado Vrieswijk                        |
| 2016   | Gollito Estredo -7-    | Amado Vrieswijk                        | Yentel Caers                           |
| 2017   | Gollito Estredo -8-    | Amado Vrieswijk                        | Jacopo Testa                           |
| 2018   | Gollito Estredo -9-    | Adrien Bosson                          | Amado Vrieswijk                        |
| 2019   | Yentel Caers           | Amado Vrieswijk                        | Steven van Broeckhoven                 |
| 2021   | Amado Vrieswijk        | Adrien Bosson                          | Yentel Caers                           |
| 2022   | Adrien Bosson          | Jacopo Testa                           | Steven van Broeckhoven                 |
| 2023   | Yentel Caers           | Lennart Neubauer                       | Adrien Bosson                          |
| Saison | Sieger                 | Zweiter                                | Dritter                                |

### Slalom / Race / Slalom 42
| Saison | Sieger                                   | Zweiter                                         | Dritter                                         |                                                 |
| ------ | ---------------------------------------- | ----------------------------------------------- | ----------------------------------------------- | ----------------------------------------------- |
| 1983   | Robby Naish                              | ?                                               | ?                                               |                                                 |
| 1984   | Robby Naish -2-                          | ?                                               | ?                                               |                                                 |
| 1985   | Robby Naish -3-                          | ?                                               | ?                                               |                                                 |
| 1986   | Robby Naish -4-                          | ?                                               | ?                                               |                                                 |
| 1987   | Anders Bringdal                          | ?                                               | ?                                               |                                                 |
| 1988   | Bjørn Dunkerbeck                         | ?                                               | ?                                               |                                                 |
| 1989   | Bjørn Dunkerbeck -2-                     | ?                                               | ?                                               |                                                 |
| 1990   | Bjørn Dunkerbeck -3-                     | ?                                               | ?                                               |                                                 |
| 1991   | Bjørn Dunkerbeck -4-                     | Anders Bringdal                                 | Robert Teriitehau                               |                                                 |
| 1992   | Bjørn Dunkerbeck -5-                     | ?                                               | ?                                               |                                                 |
| 1993   | Bjørn Dunkerbeck -6-                     | ?                                               | ?                                               |                                                 |
| 1994   | Bjørn Dunkerbeck -7-                     | ?                                               | ?                                               |                                                 |
| 1995   | Bjørn Dunkerbeck -8-                     | ?                                               | ?                                               |                                                 |
| 1996   | Bjørn Dunkerbeck -9-                     | ?                                               | ?                                               |                                                 |
| 1997   | Bjørn Dunkerbeck -10-                    | Micah Buzianis                                  | Anders Bringdal                                 |                                                 |
| 1998   | Bjørn Dunkerbeck -11-                    | Kevin Pritchard                                 | Matt Pritchard                                  |                                                 |
| 1999   | Bjørn Dunkerbeck -12-                    | Kevin Pritchard                                 | Micah Buzianis                                  |                                                 |
| 2000   | Kevin Pritchard                          | Micah Buzianis                                  | Bjørn Dunkerbeck                                |                                                 |
| 2002   | Steve Allen                              | Antoine Albeau Wojtek Brozowski Kevin Pritchard | Antoine Albeau Wojtek Brozowski Kevin Pritchard | Antoine Albeau Wojtek Brozowski Kevin Pritchard |
| 2003   | Micah Buzianis                           | Wojtek Brozowski                                | Antoine Albeau                                  |                                                 |
| 2004   | Antoine Albeau                           | Steve Allen                                     | Kevin Pritchard                                 |                                                 |
| 2005   | Micah Buzianis -2- Bjørn Dunkerbeck -13- | Micah Buzianis -2- Bjørn Dunkerbeck -13-        | Antoine Albeau                                  |                                                 |
| 2006   | Antoine Albeau -2-                       | Micah Buzianis                                  | Kevin Pritchard                                 |                                                 |
| 2007   | Antoine Albeau -3-                       | Kevin Pritchard                                 | Bjørn Dunkerbeck                                |                                                 |
| 2008   | Antoine Albeau -4-                       | Bjørn Dunkerbeck                                | Kevin Pritchard                                 |                                                 |
| 2009   | Antoine Albeau -5-                       | Finian Maynard                                  | Bjørn Dunkerbeck                                |                                                 |
| 2010   | Antoine Albeau -6-                       | Bjørn Dunkerbeck                                | Cyril Moussilmani                               |                                                 |
| 2011   | Bjørn Dunkerbeck -14-                    | Antoine Albeau                                  | Ben van der Steen                               |                                                 |
| 2012   | Antoine Albeau -7-                       | Bjørn Dunkerbeck                                | Micah Buzianis                                  |                                                 |
| 2013   | Antoine Albeau -8-                       | Alberto Menegatti                               | Julien Quentel                                  |                                                 |
| 2014   | Antoine Albeau -9-                       | Cyril Moussilmani                               | Pierre Mortefon                                 |                                                 |
| 2015   | Antoine Albeau -10-                      | Pierre Mortefon                                 | Matteo Iachino                                  |                                                 |
| 2016   | Matteo Iachino                           | Pierre Mortefon                                 | Ross Williams                                   |                                                 |
| 2017   | Antoine Albeau -11-                      | Matteo Iachino                                  | Pierre Mortefon                                 |                                                 |
| 2018   | Antoine Albeau -12-                      | Matteo Iachino                                  | Pierre Mortefon                                 |                                                 |
| 2019   | Pierre Mortefon                          | Matteo Iachino                                  | Antoine Albeau                                  |                                                 |
| 2021   | Nicolas Goyard                           | Pierre Mortefon                                 | William Huppert                                 |                                                 |
| 2022   | Maciek Rutkowski                         | Matteo Iachino                                  | Enrico Marotti                                  |                                                 |
| 2023   | Matteo Iachino -2-                       | Amado Vrieswijk                                 | Maciek Rutkowski                                |                                                 |
| Saison | Sieger                                   | Zweiter                                         | Dritter                                         |                                                 |

### Kursrennen / Foil
| Saison | Sieger                   | Zweiter            | Dritter          |
| ------ | ------------------------ | ------------------ | ---------------- |
| 1983   | Robby Naish              | ?                  | ?                |
| 1984   | Robby Naish -2-          | ?                  | ?                |
| 1985   | Tim Aegesen              | ?                  | ?                |
| 1986   | Stephan van den Berg     | ?                  | ?                |
| 1987   | Stephan van den Berg -2- | ?                  | ?                |
| 1988   | Anders Bringdal          | ?                  | Bjørn Dunkerbeck |
| 1989   | Phil McGain              | Bjørn Dunkerbeck   | ?                |
| 1990   | Bjørn Dunkerbeck         | ?                  | ?                |
| 1991   | Bjørn Dunkerbeck -2-     | Thorkil Kristensen | Anders Bringdal  |
| 1992   | Bjørn Dunkerbeck -3-     | ?                  | ?                |
| 1993   | Bjørn Dunkerbeck -4-     | ?                  | ?                |
| 1994   | Bjørn Dunkerbeck -5-     | ?                  | ?                |
| 2018 * | Gonzalo Costa Hoevel     | Sebastian Kördel   | Antoine Albeau   |
| 2019 * | Nicolas Goyard           | Alexandre Cousin   | Matteo Iachino   |
| Saison | Sieger                   | Zweiter            | Dritter          |

### Super-X
| Saison | Sieger             | Zweiter                           | Dritter                           |
| ------ | ------------------ | --------------------------------- | --------------------------------- |
| 2003   | Kauli Seadi        | Antoine Albeau                    | Julian Taboulet                   |
| 2004   | Matt Pritchard     | Antoine Albeau                    | Robby Swift                       |
| 2005   | Matt Pritchard -2- | Cyril Moussilmani Kevin Pritchard | Cyril Moussilmani Kevin Pritchard |
| 2006   | Antoine Albeau     | Kevin Pritchard                   | Matt Pritchard                    |
| Saison | Sieger             | Zweiter                           | Dritter                           |

### Bestenliste

#### Einzelsportler
In dieser Liste sind die Athleten verzeichnet, welche mindestens einen 3. Platz einer World-Cup-Wertung erringen konnten.
| Platz | Name                   | Land                           | Von  | Bis  | Sieger | Zweiter | Dritter | Gesamt |
| ----- | ---------------------- | ------------------------------ | ---- | ---- | ------ | ------- | ------- | ------ |
| 1.    | Bjørn Dunkerbeck       | Spanien / Schweiz              | 1986 | 2012 | 39     | 11      | 9       | 59     |
| 2.    | Robby Naish            | Vereinigte Staaten             | 1983 | 1997 | 18     | 2       | –       | 20     |
| 3.    | Antoine Albeau         | Frankreich                     | 1999 | 2019 | 14     | 4       | 5       | 23     |
| 4.    | Gollito Estredo        | Venezuela                      | 2005 | 2018 | 9      | 2       | 2       | 13     |
| 5.    | Philip Köster          | Deutschland                    | 2010 | 2022 | 5      | 1       | 2       | 8      |
| 6.    | Kevin Pritchard        | Vereinigte Staaten             | 1998 | 2008 | 4      | 10      | 3       | 17     |
| 7.    | Kauli Seadi            | Brasilien                      | 2003 | 2011 | 4      | 3       | 3       | 10     |
| 8.    | Marcilio Browne        | Brasilien                      | 2007 | 2023 | 4      | 2       | 2       | 8      |
| 9.    | Víctor Fernández López | Spanien                        | 2007 | 2022 | 3      | 6       | 2       | 11     |
| 10.   | Ricardo Campello       | Venezuela / Brasilien          | 2002 | 2023 | 3      | 5       | 2       | 10     |
| 11.   | Matt Pritchard         | Vereinigte Staaten             | 1998 | 2005 | 3      | 2       | 5       | 10     |
| 12.   | Matteo Iachino         | Italien                        | 2015 | 2023 | 2      | 4       | 2       | 8      |
| 13.   | Micah Buzianis         | Vereinigte Staaten             | 1997 | 2012 | 2      | 3       | 2       | 7      |
| 14.   | Jason Polakow          | Australien                     | 1991 | 2001 | 2      | 2       | 4       | 8      |
| 15.   | Anders Bringdal        | Schweden                       | 1987 | 1997 | 2      | 2       | 3       | 7      |
| 16.   | Josh Angulo            | Kap Verde / Vereinigte Staaten | 2000 | 2009 | 2      | 2       | 1       | 5      |
| 17.   | Josh Stone             | Vereinigte Staaten             | 1999 | 2001 | 2      | 1       | 1       | 4      |
| 18.   | Yentel Caers           | Belgien                        | 2016 | 2023 | 2      | –       | 2       | 4      |
| 19.   | Nicolas Goyard         | Frankreich                     | 2019 | 2021 | 2      | –       | –       | 2      |
| 19.   | Stephan van den Berg   | Niederlande                    | 1986 | 1987 | 2      | –       | –       | 2      |
| 21.   | Kiri Thode             | Bonaire                        | 2007 | 2015 | 1      | 4       | 4       | 9      |
| 22.   | Amado Vrieswijk        | Bonaire                        | 2015 | 2023 | 1      | 4       | 2       | 7      |
| 23.   | Pierre Mortefon        | Frankreich                     | 2014 | 2021 | 1      | 3       | 3       | 7      |
| 24.   | Steven van Broeckhoven | Belgien                        | 2011 | 2022 | 1      | 2       | 3       | 6      |
| 25.   | Adrien Bosson          | Frankreich                     | 2018 | 2023 | 1      | 2       | 1       | 4      |
| 26.   | Patrice Belbeoch'h     | Frankreich                     | 1995 | 1996 | 1      | 1       | 1       | 3      |
| 27.   | Steve Allen            | Australien                     | 2002 | 2004 | 1      | 1       | –       | 2      |
| 28.   | Maciek Rutkowski       | Polen                          | 2022 | 2023 | 1      | –       | 1       | 2      |
| 29.   | Tim Aegesen            | Dänemark                       | 1985 | 1985 | 1      | –       | –       | 1      |
| 29.   | Pete Cabrinha          | Vereinigte Staaten             | 1985 | 1985 | 1      | –       | –       | 1      |
| 29.   | Gonzalo Costa Hoevel   | Argentinien                    | 2018 | 2018 | 1      | –       | –       | 1      |
| 29.   | Dieter van der Eyken   | Belgien                        | 2015 | 2015 | 1      | –       | –       | 1      |
| 29.   | Francisco Goya         | Argentinien                    | 2000 | 2000 | 1      | –       | –       | 1      |
| 29.   | Phil McGain            | Vereinigte Staaten             | 1989 | 1989 | 1      | –       | –       | 1      |
| 29.   | Scott McKercher        | Australien                     | 2004 | 2004 | 1      | –       | –       | 1      |
| 29.   | Thomas Traversa        | Frankreich                     | 2014 | 2014 | 1      | –       | –       | 1      |
| 37.   | Nik Baker              | Vereinigtes Königreich         | 1999 | 2005 | –      | 3       | 2       | 5      |
| 38.   | Cyril Moussilmani      | Frankreich                     | 2005 | 2014 | –      | 2       | 1       | 3      |
| 38.   | Alex Mussolini         | Spanien                        | 2012 | 2016 | –      | 2       | 1       | 3      |
| 40.   | Wojtek Brozowski       | Polen                          | 2002 | 2003 | –      | 2       | –       | 2      |
| 40.   | Elton Frans            | Bonaire                        | 2006 | 2010 | –      | 2       | –       | 2      |
| 42.   | Vidar Jensen           | Norwegen                       | 1998 | 2004 | –      | 1       | 2       | 3      |
| 43.   | Douglas Diaz           | Venezuela                      | 2004 | 2005 | –      | 1       | 1       | 2      |
| 43.   | Jacopo Testa           | Italien                        | 2017 | 2022 | –      | 1       | 1       | 2      |
| 45.   | Alexandre Cousin       | Frankreich                     | 2019 | 2019 | –      | 1       | –       | 1      |
| 45.   | Sebastian Kördel       | Deutschland                    | 2018 | 2018 | –      | 1       | –       | 1      |
| 45.   | Thorkil Kristensen     | Dänemark                       | 1991 | 1991 | –      | 1       | –       | 1      |
| 45.   | Finian Maynard         | Britische Jungferninseln       | 2009 | 2009 | –      | 1       | –       | 1      |
| 45.   | Alberto Menegatti      | Italien                        | 2012 | 2012 | –      | 1       | –       | 1      |
| 45.   | Lennart Neubauer       | Griechenland                   | 2023 | 2023 | –      | 1       | –       | 1      |
| 45.   | Ken Winner             | Vereinigte Staaten             | 1984 | 1984 | –      | 1       | –       | 1      |
| 52.   | Robby Swift            | Vereinigtes Königreich         | 2003 | 2009 | –      | –       | 4       | 4      |
| 53.   | Scott Fenton           | Neuseeland                     | 1997 | 2000 | –      | –       | 2       | 2      |
| 53.   | Robert Teriitehau      | Frankreich                     | 1984 | 1991 | –      | –       | 2       | 2      |
| 55.   | Jonas Ceballos         | Spanien                        | 2008 | 2008 | –      | –       | 1       | 1      |
| 55.   | Everon Frans           | Bonaire                        | 2009 | 2009 | –      | –       | 1       | 1      |
| 55.   | William Huppert        | Frankreich                     | 2021 | 2021 | –      | –       | 1       | 1      |
| 55.   | Enrico Marotti         | Kroatien                       | 2022 | 2022 | –      | –       | 1       | 1      |
| 55.   | Antoine Martin         | Frankreich                     | 2023 | 2023 | –      | –       | 1       | 1      |
| 55.   | Antxon Otaegui         | Spanien                        | 2006 | 2006 | –      | –       | 1       | 1      |
| 55.   | Julien Quentel         | Saint-Martin                   | 2013 | 2013 | –      | –       | 1       | 1      |
| 55.   | Jaeger Stone           | Australien                     | 2015 | 2015 | –      | –       | 1       | 1      |
| 55.   | Julian Taboulet        | Frankreich                     | 2003 | 2003 | –      | –       | 1       | 1      |
| 55.   | Ben van der Steen      | Niederlande                    | 2011 | 2011 | –      | –       | 1       | 1      |
| 55.   | Ross Williams          | Vereinigtes Königreich         | 2016 | 2016 | –      | –       | 1       | 1      |

#### Nation
Hierbei handelt es sich nur um die Erfolge der Sportler aus einer Nation, nicht um den Nationencup.
| Platz | Land                     | Sieger | Zweiter | Dritter | Gesamt |
| ----- | ------------------------ | ------ | ------- | ------- | ------ |
| 1.    | Spanien                  | 41     | 16      | 12      | 69     |
| 2.    | Vereinigte Staaten       | 31     | 20      | 11      | 62     |
| 3.    | Frankreich               | 20     | 13      | 16      | 48     |
| 4.    | Venezuela                | 11     | 8       | 5       | 24     |
| 5.    | Brasilien                | 9      | 5       | 5       | 19     |
| 6.    | Australien               | 5      | 3       | 5       | 13     |
| 7.    | Deutschland              | 5      | 2       | 2       | 9      |
| 8.    | Belgien                  | 4      | 2       | 5       | 11     |
| 9.    | Bonaire                  | 2      | 10      | 7       | 19     |
| 10.   | Italien                  | 2      | 6       | 3       | 11     |
| 11.   | Schweden                 | 2      | 2       | 3       | 7      |
| 12.   | Niederlande              | 2      | –       | 2       | 4      |
| 13.   | Argentinien              | 2      | –       | 1       | 3      |
| 14.   | Schweiz                  | 1      | 3       | 2       | 6      |
| 15.   | Polen                    | 1      | 2       | 1       | 4      |
| 16.   | Kap Verde                | 1      | 1       | 1       | 3      |
| 17.   | Dänemark                 | 1      | 1       | –       | 2      |
| 18.   | Vereinigtes Königreich   | –      | 3       | 7       | 10     |
| 19.   | Norwegen                 | –      | 1       | 1       | 2      |
| 20.   | Britische Jungferninseln | –      | 1       | –       | 1      |
| 21.   | Neuseeland               | –      | –       | 2       | 2      |
| 22.   | Griechenland             | –      | –       | 1       | 1      |
| 22.   | Kroatien                 | –      | –       | 1       | 1      |
| 22.   | Saint-Martin             | –      | –       | 1       | 1      |

## Frauen
Die World-Cup-Wertungen / Weltmeistertitel des Windsurf World Cups der Frauen umfassen folgende Disziplinen:
- Overall mit 17 Austragungen (1984–2000)
- Wave mit 37 Austragungen (1984–2019, 2023)
- Freestyle mit 23 Austragungen (1999–2019, 2021, 2023)
- Slalom / Racing / Slalom 42 mit 38 Austragungen (1984–2000, 2002-2019, 2021-2023)
- Kursrennen / Foil mit 13 Austragungen (1984–1994, 2019, 2021)
- Super-X mit zwei Austragungen (2005–2006)

### Overall
| Saison | Sieger                 | Zweiter         | Dritter            |
| ------ | ---------------------- | --------------- | ------------------ |
| 1984   | Nathalie Le Lievre     | Julie de Werd   | Anick Graveline    |
| 1985   | Nathalie Le Lievre -2- | ?               | ?                  |
| 1986   | Nathalie Le Lievre -3- | Anick Graveline | ?                  |
| 1987   | Anick Graveline        | ?               | ?                  |
| 1988   | Nathalie Le Lievre -4- | ?               | ?                  |
| 1989   | Nathalie Le Lievre -5- | ?               | ?                  |
| 1990   | Britt Dunkerbeck       | ?               | ?                  |
| 1991   | Jutta Müller           | ?               | ?                  |
| 1992   | Britt Dunkerbeck -2-   | Jutta Müller    | ?                  |
| 1993   | Jessica Crisp          | Jutta Müller    | ?                  |
| 1994   | Jessica Crisp -2-      | Jutta Müller    | ?                  |
| 1995   | Nathalie Le Lievre -6- | Jutta Müller    | Alessandra Sensini |
| 1996   | Nathalie Le Lievre -7- | Jutta Müller    | ?                  |
| 1997   | Nathalie Le Lievre -8- | Jutta Müller    | Karin Jaggi        |
| 1998   | Karin Jaggi            | Jutta Müller    | Lucienne Ernst     |
| 1999   | Karin Jaggi -2-        | Lucienne Ernst  | Colette Guadagnino |
| 2000   | Daida Ruano Moreno     | Karin Jaggi     | Lucienne Ernst     |
| Saison | Sieger                 | Zweiter         | Dritter            |

### Wave
| Saison | Sieger                              | Zweiter                             | Dritter              |
| ------ | ----------------------------------- | ----------------------------------- | -------------------- |
| 1984   | Jil Boyer Julie de Werd             | Jil Boyer Julie de Werd             | ?                    |
| 1985   | Shawne O’Neill                      | ?                                   | ?                    |
| 1986   | Dana Dawes Natalie Siebel           | Dana Dawes Natalie Siebel           | ?                    |
| 1987   | Dana Dawes -2-                      | ?                                   | ?                    |
| 1988   | Natalie Siebel -2-                  | Herma de Jong                       | ?                    |
| 1989   | Angela Cocheran                     | ?                                   | ?                    |
| 1990   | Natalie Siebel -3-                  | ?                                   | ?                    |
| 1991   | Angela Cocheran -2-                 | Natalie Siebel                      | Jutta Müller         |
| 1992   | Natalie Siebel -4-                  | ?                                   | ?                    |
| 1993   | Jessica Crisp                       | ?                                   | ?                    |
| 1994   | Natalie Siebel -5-                  | ?                                   | ?                    |
| 1995   | Nathalie Le Lievre                  | Jutta Müller                        | ?                    |
| 1996   | Jutta Müller Nathalie Le Lievre -2- | Jutta Müller Nathalie Le Lievre -2- | ?                    |
| 1997   | Nathalie Le Lievre -3-              | Jutta Müller                        | Jane Seman           |
| 1998   | Karin Jaggi                         | Daida Ruano Moreno                  | Kelly Moore          |
| 1999   | Iballa Ruano Moreno                 | Daida Ruano Moreno                  | Karin Jaggi          |
| 2000   | Daida Ruano Moreno                  | Karin Jaggi                         | Colette Guadagnino   |
| 2001   | Daida Ruano Moreno -2-              | Karin Jaggi                         | Iballa Ruano Moreno  |
| 2002   | Daida Ruano Moreno -3-              | Karin Jaggi                         | Anne-Marie Reichmann |
| 2003   | Daida Ruano Moreno -4-              | Karin Jaggi                         | Iballa Ruano Moreno  |
| 2004   | Daida Ruano Moreno -5-              | Iballa Ruano Moreno                 | Karin Jaggi          |
| 2005   | Daida Ruano Moreno -6-              | Iballa Ruano Moreno                 | Karin Jaggi          |
| 2006   | Iballa Ruano Moreno -2-             | Karin Jaggi                         | Daida Ruano Moreno   |
| 2007   | Iballa Ruano Moreno -3-             | Daida Ruano Moreno                  | Karin Jaggi          |
| 2008   | Daida Ruano Moreno -7-              | Iballa Ruano Moreno                 | Nayra Alonso         |
| 2009   | Daida Ruano Moreno -8-              | Iballa Ruano Moreno                 | Karin Jaggi          |
| 2010   | Daida Ruano Moreno -9-              | Iballa Ruano Moreno                 | Karin Jaggi          |
| 2011   | Daida Ruano Moreno -10-             | Iballa Ruano Moreno                 | Nayra Alonso         |
| 2012   | Iballa Ruano Moreno -4-             | Daida Ruano Moreno                  | Karin Jaggi          |
| 2013   | Daida Ruano Moreno -11-             | Iballa Ruano Moreno                 | Karin Jaggi          |
| 2014   | Iballa Ruano Moreno -5-             | Daida Ruano Moreno                  | Alice Arutkin        |
| 2015   | Iballa Ruano Moreno -6-             | Daida Ruano Moreno                  | Sarah-Quita Offringa |
| 2016   | Iballa Ruano Moreno -7-             | Daida Ruano Moreno                  | Sarah-Quita Offringa |
| 2017   | Iballa Ruano Moreno -8-             | Daida Ruano Moreno                  | Sarah-Quita Offringa |
| 2018   | Iballa Ruano Moreno -9-             | Sarah-Quita Offringa                | Daida Ruano Moreno   |
| 2019   | Sarah-Quita Offringa                | Iballa Ruano Moreno                 | Justyna Sniady       |
| 2022   | Sarah-Quita Offringa -2-            | Justyna Sniady                      | Lina Erpenstein      |
| 2023   | Sarah-Quita Offringa -3-            | Sarah Hauser                        | Coraline Foveau      |
| Saison | Sieger                              | Zweiter                             | Dritter              |

### Freestyle
| Saison | Sieger                       | Zweiter                      | Dritter                       |                               |
| ------ | ---------------------------- | ---------------------------- | ----------------------------- | ----------------------------- |
| 1999   | Karin Jaggi                  | Daida Ruano Moreno           | Antonia Frey                  |                               |
| 2000   | Antonia Frey Karin Jaggi -2- | Antonia Frey Karin Jaggi -2- | Colette Guadagnino            |                               |
| 2001   | Colette Guadagnino           | Karin Jaggi                  | Daida Ruano Moreno            |                               |
| 2002   | Karin Jaggi -3-              | Colette Guadagnino           | Daida Ruano Moreno            |                               |
| 2003   | Daida Ruano Moreno           | Karin Jaggi                  | Iballa Ruano Moreno           |                               |
| 2004   | Daida Ruano Moreno -2-       | Karin Jaggi                  | Nayra Alonso                  |                               |
| 2005   | Daida Ruano Moreno -3-       | Karin Jaggi                  | Silvia Alba                   |                               |
| 2006   | Daida Ruano Moreno -4-       | Sarah-Quita Offringa         | Laure Treboux                 |                               |
| 2007   | Daida Ruano Moreno -5-       | Sarah-Quita Offringa         | Laure Treboux                 |                               |
| 2008   | Sarah-Quita Offringa         | Daida Ruano Moreno           | Laure Treboux                 |                               |
| 2009   | Sarah-Quita Offringa -2-     | Daida Ruano Moreno           | Junko Nagoshi                 |                               |
| 2010   | Sarah-Quita Offringa -3-     | Yolanda Freites de Brendt    | Laure Treboux                 |                               |
| 2011   | Sarah-Quita Offringa -4-     | Laure Treboux                | Yolanda Freites de Brendt     |                               |
| 2012   | Sarah-Quita Offringa -5-     | Laure Treboux                | Arriane Aukes                 |                               |
| 2013   | Sarah-Quita Offringa -6-     | Arriane Aukes                | Yolanda Freites de Brendt     |                               |
| 2014   | Sarah-Quita Offringa -7-     | Oda Johanne Brødholt         | Maaike Huvermann Olya Raskina | Maaike Huvermann Olya Raskina |
| 2015   | Sarah-Quita Offringa -8-     | Oda Johanne Brødholt         | Maaike Huvermann              |                               |
| 2016   | Sarah-Quita Offringa -9-     | Maaike Huvermann             | Oda Johanne Brødholt          |                               |
| 2017   | Sarah-Quita Offringa -10-    | Maaike Huvermann             | Oda Johanne Brødholt          |                               |
| 2018   | Sarah-Quita Offringa -11-    | Maaike Huvermann             | Oda Johanne Brødholt          |                               |
| 2019   | Sarah-Quita Offringa -12-    | Maaike Huvermann             | Oda Johanne Brødholt          |                               |
| 2021   | Sarah-Quita Offringa -13-    | Maaike Huvermann             | Oda Johanne Brødholt          |                               |
| 2023   | Sarah-Quita Offringa -14-    | Maaike Huvermann             | Oda Johanne Brødholt          |                               |
| Saison | Sieger                       | Zweiter                      | Dritter                       |                               |

### Slalom / Race / Slalom 42
| Saison | Sieger                          | Zweiter                        | Dritter                        |
| ------ | ------------------------------- | ------------------------------ | ------------------------------ |
| 1984   | Julie de Werd                   | ?                              | ?                              |
| 1985   | Nathalie Le Lievre              | ?                              | ?                              |
| 1986   | Dana Dawes                      | ?                              | ?                              |
| 1987   | Anick Graveline                 | ?                              | ?                              |
| 1988   | Nathalie Le Lievre -2-          | ?                              | ?                              |
| 1989   | Nathalie Le Lievre -3-          | ?                              | ?                              |
| 1990   | Britt Dunkerbeck                | Jutta Müller                   | ?                              |
| 1991   | Britt Dunkerbeck                | Jutta Müller                   | Jessica Crisp                  |
| 1992   | Jutta Müller -2-                | ?                              | ?                              |
| 1993   | Jutta Müller -3-                | ?                              | ?                              |
| 1994   | Jutta Müller -4-                | ?                              | ?                              |
| 1995   | Nathalie Le Lievre -4-          | Jutta Müller                   | ?                              |
| 1996   | Nathalie Le Lievre -5-          | Jutta Müller                   | ?                              |
| 1997   | Nathalie Le Lievre -6-          | Andrea Hoeppner                | Karin Jaggi                    |
| 1998   | Karin Jaggi                     | Sandra Gubelmann               | Jutta Müller                   |
| 1999   | Karin Jaggi -2-                 | Lucienne Ernst                 | Colette Guadagnino             |
| 2000   | Lucienne Ernst                  | Karin Jaggi Daida Ruano Moreno | Karin Jaggi Daida Ruano Moreno |
| 2002   | Dorota Staszewska               | Lucy Horwood                   | Verena Fauster                 |
| 2003   | Dorota Staszewska -2-           | Verena Fauster                 | Karin Jaggi                    |
| 2004   | Allison Shreeve                 | Lucy Horwood                   | Dorota Staszewska              |
| 2005   | Karin Jaggi -3-                 | Valérie Arrighetti-Ghibaudo    | Allison Shreeve                |
| 2006   | Karin Jaggi -4-                 | Verena Fauster                 | Allison Shreeve                |
| 2007   | Karin Jaggi -5-                 | Valérie Arrighetti-Ghibaudo    | Sarah Hebert                   |
| 2008   | Karin Jaggi -6-                 | Valérie Arrighetti-Ghibaudo    | Sarah Hebert                   |
| 2009   | Valérie Arrighetti-Ghibaudo     | Karin Jaggi                    | Sarah Hebert                   |
| 2010   | Karin Jaggi -7-                 | Valérie Arrighetti-Ghibaudo    | Sarah-Quita Offringa           |
| 2011   | Sarah-Quita Offringa            | Karin Jaggi                    | Valérie Arrighetti-Ghibaudo    |
| 2012   | Valérie Arrighetti-Ghibaudo -2- | Karin Jaggi                    | Lena Erdil                     |
| 2013   | Delphine Cousin                 | Valérie Arrighetti-Ghibaudo    | Karin Jaggi                    |
| 2014   | Delphine Cousin -2-             | Lena Erdil                     | Valérie Arrighetti-Ghibaudo    |
| 2015   | Sarah-Quita Offringa -2-        | Delphine Cousin                | Lena Erdil                     |
| 2016   | Sarah-Quita Offringa -3-        | Lena Erdil                     | Delphine Cousin                |
| 2017   | Sarah-Quita Offringa -4-        | Delphine Cousin Questel        | Marion Mortefon                |
| 2018   | Delphine Cousin Questel -3-     | Lena Erdil                     | Marion Mortefon                |
| 2019   | Delphine Cousin Questel -4-     | Marion Mortefon                | Maëlle Guilbaud                |
| 2021   | Sarah-Quita Offringa -5-        | Marion Mortefon                | Delphine Cousin Questel        |
| 2022   | Marion Mortefon                 | Justine Lemeteyer              | Delphine Cousin Questel        |
| 2023   | Blanca Alabau                   | Justine Lemeteyer              | Marion Mortefon                |
| Saison | Sieger                          | Zweiter                        | Dritter                        |

### Kursrennen / Foil
| Saison | Sieger                  | Zweiter          | Dritter         |
| ------ | ----------------------- | ---------------- | --------------- |
| 1984   | Nathalie Le Lievre      | ?                | ?               |
| 1985   | Nathalie Le Lievre -2-  | ?                | ?               |
| 1986   | Anick Graveline         | ?                | ?               |
| 1987   | Britt Dunkerbeck        | ?                | ?               |
| 1988   | Nathalie Le Lievre -3-  | ?                | ?               |
| 1989   | Nathalie Le Lievre -4-  | ?                | ?               |
| 1990   | Britt Dunkerbeck -2-    | ?                | ?               |
| 1991   | Jutta Müller            | Britt Dunkerbeck | Jessica Crisp   |
| 1992   | Jutta Müller -2-        | ?                | ?               |
| 1993   | Britt Dunkerbeck -3-    | ?                | ?               |
| 1994   | Alessandra Sensini      | ?                | ?               |
| 2019 * | Delphine Cousin Questel | Marina Alabau    | Marion Mortefon |
| 2021 * | Marion Mortefon         | Helle Oppedal    | Blanca Alabau   |
| Saison | Sieger                  | Zweiter          | Dritter         |

### Super-X
| Saison | Sieger             | Zweiter       | Dritter             |
| ------ | ------------------ | ------------- | ------------------- |
| 2005   | Karin Jaggi        | Junko Nagoshi | Daida Ruano Moreno  |
| 2006   | Daida Ruano Moreno | Karin Jaggi   | Iballa Ruano Moreno |
| Saison | Sieger             | Zweiter       | Dritter             |

### Bestenliste

#### Einzelsportler
In dieser Liste sind die Athletinnen verzeichnet, welche mindestens einen 3. Platz einer World-Cup-Wertung erringen konnten.
| Platz | Name                        | Land                   | Von  | Bis  | Sieger | Zweiter | Dritter | Gesamt |
| ----- | --------------------------- | ---------------------- | ---- | ---- | ------ | ------- | ------- | ------ |
| 1.    | Sarah-Quita Offringa        | Aruba                  | 2006 | 2023 | 22     | 3       | 4       | 29     |
| 2.    | Nathalie Le Lievre          | Frankreich             | 1983 | 1997 | 21     | –       | –       | 21     |
| 3.    | Daida Ruano Moreno          | Spanien                | 1998 | 2018 | 18     | 12      | 5       | 35     |
| 4.    | Karin Jaggi                 | Schweiz                | 1997 | 2013 | 14     | 14      | 13      | 41     |
| 5.    | Iballa Ruano Moreno         | Spanien                | 1999 | 2019 | 9      | 9       | 4       | 22     |
| 6.    | Jutta Müller                | Deutschland            | 1990 | 1998 | 7      | 14      | 2       | 23     |
| 7.    | Britt Dunkerbeck            | Spanien                | 1987 | 1993 | 7      | 1       | –       | 8      |
| 8.    | Delphine Cousin Questel     | Frankreich             | 2013 | 2022 | 5      | 2       | 3       | 10     |
| 9.    | Natalie Siebel              | Deutschland            | 1986 | 1994 | 5      | 1       | –       | 6      |
| 10.   | Anick Graveline             | Kanada                 | 1984 | 1987 | 3      | 1       | 1       | 5      |
| 11.   | Jessica Crisp               | Australien             | 1991 | 1994 | 3      | –       | 2       | 5      |
| 11.   | Dana Dawes                  | Vereinigte Staaten     | 1986 | 1987 | 3      | –       | –       | 3      |
| 13.   | Valérie Arrighetti-Ghibaudo | Frankreich             | 2005 | 2014 | 2      | 5       | 2       | 9      |
| 14.   | Marion Mortefon             | Frankreich             | 2017 | 2023 | 2      | 2       | 4       | 8      |
| 15.   | Dorota Staszewska           | Polen                  | 2002 | 2004 | 2      | –       | 1       | 3      |
| 16.   | Angela Cocheran             | Vereinigte Staaten     | 1989 | 1991 | 2      | –       | –       | 2      |
| 16.   | Julie de Werd               | Vereinigte Staaten     | 1984 | 1984 | 2      | –       | –       | 2      |
| 18.   | Lucienne Ernst              | Niederlande            | 1998 | 2000 | 1      | 2       | 2       | 5      |
| 19.   | Colette Guadagnino          | Venezuela              | 1999 | 2002 | 1      | 1       | 4       | 6      |
| 20.   | Allison Shreeve             | Australien             | 2004 | 2006 | 1      | –       | 2       | 3      |
| 21.   | Blanca Alabau               | Spanien                | 2021 | 2023 | 1      | –       | 1       | 2      |
| 21.   | Toni Frey                   | Griechenland           | 1999 | 2000 | 1      | –       | 1       | 2      |
| 21.   | Alessandra Sensini          | Italien                | 1994 | 1995 | 1      | –       | 1       | 2      |
| 24.   | Jil Bayer                   | Vereinigte Staaten     | 1984 | 1984 | 1      | –       | –       | 1      |
| 24.   | Shawne O’Neill              | Vereinigte Staaten     | 1985 | 1985 | 1      | –       | –       | 1      |
| 26.   | Maaike Huvermann            | Niederlande            | 2014 | 2021 | –      | 6       | 2       | 8      |
| 27.   | Lena Erdil                  | Türkei                 | 2012 | 2018 | –      | 3       | 2       | 5      |
| 28.   | Oda Johanne Brødholt        | Norwegen               | 2014 | 2023 | –      | 2       | 6       | 8      |
| 29.   | Laure Treboux               | Schweiz                | 2006 | 2012 | –      | 2       | 4       | 6      |
| 30.   | Verena Fauster              | Italien                | 2002 | 2006 | –      | 2       | 1       | 3      |
| 31.   | Yolanda Freites de Brendt   | Venezuela              | 2010 | 2013 | –      | 2       | –       | 2      |
| 31.   | Lucy Horwood                | Vereinigtes Königreich | 2002 | 2004 | –      | 2       | –       | 2      |
| 31.   | Justine Lemeteyer           | Frankreich             | 2022 | 2023 | –      | 2       | –       | 2      |
| 34.   | Arriane Aukes               | Niederlande            | 2012 | 2013 | –      | 1       | 1       | 2      |
| 34.   | Junko Nagoshi               | Japan                  | 2005 | 2009 | –      | 1       | 1       | 2      |
| 34.   | Justyna Sniady              | Polen                  | 2019 | 2022 | –      | 1       | 1       | 2      |
| 37.   | Marina Alabau               | Spanien                | 2019 | 2019 | –      | 1       | –       | 1      |
| 37.   | Sarah Hauser                | Frankreich             | 2023 | 2023 | –      | 1       | –       | 1      |
| 37.   | Andrea Hoeppner             | Deutschland            | 1997 | 1997 | –      | 1       | –       | 1      |
| 37.   | Herma de Jong               | Niederlande            | 1988 | 1988 | –      | 1       | –       | 1      |
| 37.   | Helle Oppedal               | Norwegen               | 2021 | 2021 | –      | 1       | –       | 1      |
| 42.   | Nayra Alonso                | Spanien                | 2004 | 2011 | –      | –       | 3       | 3      |
| 42.   | Sarah Hebert                | Neukaledonien          | 2007 | 2009 | –      | –       | 3       | 3      |
| 44.   | Silvia Alba                 | Spanien                | 2005 | 2005 | –      | –       | 1       | 1      |
| 44.   | Alice Arutkin               | Frankreich             | 2014 | 2014 | –      | –       | 1       | 1      |
| 44.   | Lina Erpenstein             | Deutschland            | 2022 | 2022 | –      | –       | 1       | 1      |
| 44.   | Coraline Foveau             | Frankreich             | 2023 | 2023 | –      | –       | 1       | 1      |
| 44.   | Maëlle Guilbaud             | Frankreich             | 2019 | 2019 | –      | –       | 1       | 1      |
| 44.   | Olya Raskina                | Russland               | 2014 | 2014 | –      | –       | 1       | 1      |
| 44.   | Anne-Marie Reichmann        | Niederlande            | 2002 | 2002 | –      | –       | 1       | 1      |
| 44.   | Jane Seman                  | Australien             | 1997 | 1997 | –      | –       | 1       | 1      |

#### Nation
Hierbei handelt es sich nur um die Erfolge der Sportler aus einer Nation, nicht um den Nationencup.
| Platz | Land                   | Sieger | Zweiter | Dritter | Gesamt |
| ----- | ---------------------- | ------ | ------- | ------- | ------ |
| 1.    | Spanien                | 35     | 23      | 14      | 72     |
| 2.    | Frankreich             | 30     | 12      | 13      | 55     |
| 3.    | Aruba                  | 22     | 3       | 4       | 29     |
| 4.    | Schweiz                | 14     | 17      | 17      | 48     |
| 5.    | Deutschland            | 12     | 16      | 3       | 31     |
| 6.    | Vereinigte Staaten     | 9      | 1       | 1       | 11     |
| 7.    | Australien             | 4      | –       | 6       | 10     |
| 8.    | Kanada                 | 3      | 1       | 1       | 5      |
| 9.    | Polen                  | 2      | 1       | 2       | 5      |
| 10.   | Niederlande            | 1      | 10      | 5       | 16     |
| 11.   | Venezuela              | 1      | 2       | 6       | 9      |
| 12.   | Italien                | 1      | 2       | 2       | 5      |
| 13.   | Griechenland           | 1      | –       | 1       | 2      |
| 14.   | Norwegen               | –      | 3       | 6       | 9      |
| 15.   | Türkei                 | –      | 3       | 2       | 5      |
| 16.   | Vereinigtes Königreich | –      | 2       | –       | 2      |
| 17.   | Japan                  | –      | 1       | 1       | 2      |
| 18.   | Neukaledonien          | –      | –       | 3       | 3      |
| 19.   | Russland               | –      | –       | 1       | 1      |